# سان جريجوريو دا ساسولا
سان جريجوريو دا ساسولا هي كومونا في مدينة روما الحضرية في المنطقة الإيطالية لاتيوم، وتقع على بعد حوالي 30 كيلومترا (19 ميل) شرق روما.

## نبذة
تقع سان سان جريجوريو دا ساسولا على حدود البلديات التالية: كابرانيكا برينيستينا ، كاساب ، كاستل مادما، سيسيليانو، بولي، روما، تيفولي. في العصور القديمة، كانت مدينة ايفولا ايكيان التي ذكرها كل من بليني و ليفي تقع داخل حدود البلدية الحديثة.

## المدن الشقيقة
- هامونتون، الولايات المتحدة